# بيدرو رومو (لاعب كرة قدم)
بيدرو رومو (بالإسبانية: Pedro Romo) (6 مايو 1989 في الإكوادور - ) هو لاعب كرة قدم كولومبي والإكوادور في مركز الوسط. لعب مع ليغا دي كيتو ونادي إسبولي الرياضي ‏ ونادي أوكاس.

## وصلات خارجية
- بيدرو رومو على موقع قاعدة بيانات كرة القدم.إي يو (الإنجليزية)
- بيدرو رومو على موقع Soccerway.com (الإنجليزية)